# Pseudopontonides principis
Pseudopontonides principis är en kräftdjursart som först beskrevs av Criales 1980.  Pseudopontonides principis ingår i släktet Pseudopontonides och familjen Palaemonidae. Inga underarter finns listade i Catalogue of Life.